# Cyrtandra zamboangensis
Cyrtandra zamboangensis är en tvåhjärtbladig växtart som beskrevs av Elmer Drew Merrill. Cyrtandra zamboangensis ingår i släktet Cyrtandra och familjen Gesneriaceae. Inga underarter finns listade i Catalogue of Life.